# Anja Savcic
Anja Savcic, född 27 november 1992 i Bosnien och Hercegovina, är en skådespelare.
Savcic har bland annat medverkat i TV-serien Loudermilk. Hon har även medverkat i filmerna Ms. Match och Ricky Stanicky.

## Filmografi (i urval)
- 2017–2020 – Loudermilk (TV-serie)
- 2023 – Ms. Match
- 2024 – Ricky Stanicky